# Estación de Pekín Oeste
La Estación del Oeste de Pekín (en chino, 北京西站; pinyin, Běijīng Xī Zhàn), popularmente conocida como la estación Oeste (de Pekín) (西客站), es una estación de ferrocarril de Pekín, China, situada en el distrito occidental de Fengtai. La estación fue inaugurado en 1996 tras tres años de construcción y se convirtió en la estación ferroviaria más grande de Asia con 510 000m², antes de ser superada por la estación Shanghái Hongqiao en capacidad de los andenes. Por la estación pasan entre 150 000 y 180 000 pasajeros al día con una capacidad máxima de 400 000 personas diarias. Tiene conexiones con las principales líneas de alta velocidad, metro de Pekín y estación de autobuses.